# گریلی (کلرادو)
گریلی (به انگلیسی: Greeley) شهری در ایالت کلرادو کشور ایالات متحده آمریکا است که جمعیت آن در سرشماری سال ۲۰۱۰ میلادی، ۹۲٬۸۸۹ نفر بوده‌است.